# World of Tanks
World of Tanks (скорочено WoT; укр. Світ танків) — відеогра, клієнтська масова багатокористувальницька онлайн-гра в реальному часі в жанрі аркадного танкового симулятора в історичному сеттінгу Другої світової війни, розроблена білоруською студією Wargaming.net. Розробниками гра позиціонується як MMO-екшн з елементами рольової гри, шутера і стратегії. Концепція World of Tanks базується на командних танкових боях в режимі PvP. Онлайн-реліз World of Tanks на територіях Європи та Північної Америки відбувся 12 квітня 2011 року.
Гра базується на схемі Free-2-Play; самі розробники декларують тільки безкоштовне завантаження клієнта і безкоштовний вхід в гру, проте в червні 2013 року оголошено, що стратегією для всіх діючих та майбутніх ігор є «free-to-win» — повна відсутність будь-яких переваг в бою для гравців, що вкладають гроші в гру, але до цього часу ця стратегія досі не реалізована.
21 березня 2018 року вийшла версія гри 1.0 на новому рушії Core, що розроблений спеціально для цієї гри. Новий рушій дозволив суттєво покращити ігровий процес завдяки переробленим картам в HD якості, новим спецефектам, оновленому музичному супроводі гри та іншими дрібними вдосконаленнями.

## Ігровий процес

### Загальна механіка

Знімок екрану на мапі «Хайвей»: радянський танк VI рівня КВ-2 влучає в японський танк VI рівня O-І.

У «World of Tanks» гравці одразу ж включаються в гру, без попередніх ігор в одиночному режимі, що дозволяє порівнювати гру з Battlefield Heroes. Спочатку гравець отримує в своє розпорядження по одному танку першого рівня кожної нації (СРСР (МС-1), Німеччини (Leichttraktor), Китаю (Renault NC-31), Японії (Renault Otsu), США (T1 Cunningham), Франції (Renault FT), Чехословаччини (Kolohousenka) та Швеції (Strv fm/21)  — легкі танки, Великої Британії — середній танк Medium Mark I) із прокачаними на 100 % екіпажами. Беручи участь в боях, гравець заробляє «кредити», тренує екіпаж і накопичує очки досвіду для отримання доступу до нових технічних вузлів і бойових машин. Кожна модель бронетехніки має ряд вузлів, — гармату, башню, ходову частину, двигун і радіостанцію — які можна замінити на досконаліші зразки. Оновлення техніки проводиться в «ангарі» в проміжках між боями. «Кредити» витрачаються на ремонт пошкодженого танка, придбання боєприпасів, витратних матеріалів та додаткового обладнання; на них також купуються вдосконалені вузли і нові бойові машини. Непотрібне устаткування, боєприпаси і танки можна «здати», виручивши половину від їх первинної вартості.

### Початок гри
Ігровий процес у «World of Tanks» базується на битві двох випадково підібраних команд по 15 гравців — при цьому в одній команді можуть поєднуватися танки різних націй і років випуску, реальні танки і експериментальні моделі. Умови перемоги в битві — повне знищення команди супротивника або захоплення його бази, для чого один або кілька танків повинні знаходитися у зазначеній зоні деякий час, не отримуючи при цьому пошкоджень. З оновленням клієнту гри до версії 7.4 були введені режими «Штурм» (одна з команд повинна, відбивши атаку супротивника, утримати задану точку) і «Зустрічний бій» (команди намагаються захопити єдиний на карті контрольний пункт).
Спілкування між гравцями під час боїв і координація дій здійснюються через текстовий чат або голосом (між гравцями у складі взводу, роти, або в тренувальних кімнатах). Гравець, чий танк знищений, вибуває з бою, але може спостерігати за битвою в режимі «вільної камери», або залишити поле бою і повернутися в ангар, звідки негайно почати нову іншу битву на іншому танку, або дочекатися повернення пошкодженого танка з попереднього бою. Також у грі присутня рейтингова система, яка показує статистику перемог і поразок та фіксує досягнення окремого гравця.
У грі реалізований «туман війни»: місцезнаходження бронетехніки противника невідоме, ворожий танк стає видимим для гравця лише в тому випадку, якщо командир його танка здатний «розгледіти» ворожу машину; при цьому виявлений танк стає «видимий» й іншим гравцям команди, якщо вони знаходяться в радіусі дії рації. Ймовірність виявлення супротивника залежить від дальності «огляду» з танка, досвідченості екіпажу, використання противником маскування, а також цілого ряду інших факторів, і розраховується динамічно; зважаючи на складність та ресурсоємність розрахунок видимості може відбуватися з затримкою. 
Розробники не виключають можливості появи в грі засобів підтримки танків, таких як: авіація, артилерія і навіть піхота.
Види камери у грі
Існує декілька основних режимів камери:
- Вид від третьої особи, коли гравець спостерігає за танком з боку.
- Вигляд через приціл, який наближає об'єкти для точніших пострілів.
- Режим камери — гаубичний (при використанні САУ з навісним вогнем). При включенні цього режиму можна спостерігати всю карту зверху, наближаючи або віддаляючи камеру для прицілювання.

### Режими гри
На даний момент у грі представлено 5 типів боїв: випадкові, тренувальні, командні, ротні та кланові бої. Бої проводяться в одному з трьох режимів: стандартний бій, штурм та зустрічний бій. Стандартний бій є основним, в той час як штурм та зустрічний бій — додаткові. Вони доступні не для всіх карт і типів боїв, окрім того, їх можна відключити в налаштуваннях гри.
- Взводи — можливість для гравців гарантовано попасти в один бій за одну команду. Можна зібрати взвод з двох чи трьох гравців. В грі реалізовано вбудований голосовий зв'язок для членів одного взводу, роти чи команди (в режимі «Командний бій»). Завдяки злагодженим діям учасників, взвод здатен суттєво вплинути на результат бою. У випадку неможливості одного з учасників взводу вступити в бій, командир взводу може вирішити воювати без нього.
- Випадкові бої — Склади двох протиборчих команд підбираються випадковим чином за допомогою спеціального програмного механізму — балансувальника. Для випадкових боїв доступні всі три режими: стандартний бій, штурм та зустрічний бій.

1. Стандартний бій — перший ігровий режим в World of Tanks. До версії 7.4, коли в гру були додані два нових режими «Штурм» та «Зустрічний бій», «Стандартний бій» був єдиним ігровим режимом у випадкових боях. Суть гри полягає у наступному: балансувальник збирає дві команди по 15 гравців на випадковій карті. У кожної команди є база, яка зазвичай розташована в добре захищеному місці. Ціль гри полягає у захопленні ворожої бази чи знищенні всієї техніки супротивника. При одночасному (чи майже одночасному) захопленні двох баз, знищенні двох команд чи вичерпанні часу бою, який рівний 15 хвилинам, оголошується нічия. Якщо захоплення бази та знищення всієї команди супротивника відбулось одночасно, зараховується саме знищення. Стандартний режим реалізований на всіх картах, в той час як «Штурм» та «Зустрічний бій» представлені лише на деяких.
2. Штурм — в цьому режимі одна команда захищає базу, інша ж намагається її захопити. Команда, що захищає базу має явні переваги: зазвичай більш вигідна позиція на височині; «Перемога», якщо закінчився час бою, та хоча б один гравець з команди, що обороняється вижив (за умови, що не захоплена база); 10 хвилин бою. У атакуючої команди, як правило, є лише перевага раптовості та вибору місця нанесення основного удару. Крім того, їм не треба обороняти власну базу, так як у них її немає.
3. Зустрічний бій — ціль режиму схожа з звичайним випадковим боєм: знищення усієї техніки супротивника або ж захоплення бази. Однак є невелика відмінність, на карті присутня лише одна база на дві команди. Команди з'являються на протилежних краях карти, і на однаковий відстані від точок респавну знаходиться одна нейтральна база.
Швидкість захоплення в порівнянні з стандартним боєм зменшена. При знаходженні в зоні захоплення техніки двох команд одночасно (кількість та чисельна перевага ролі не грають) захоплення зупиняється, заповнена частина смуги захоплення при цьому мигає. Час бою стандартний: 15 хвилин.

- Спеціальні бої (Глобальна карта) — це особливий режим в грі World of Tanks. Він являє собою глобальну стратегічну боротьбу між ігровими кланами за території.
- Тренувальний бій — вибирається в ангарі, в закладках під кнопкою «В бій!». Багато параметрів в цьому режимі піддаються редагуванню: вибір режиму, карти, складу команд, тривалості бою, приватність кімнати, опису. Обмеження за кількістю гравців стандартне: 15 на 15 гравців, плюс додаткові місця в «резерві».
Ніякого досвіду чи кредитів за тренувальні бої не видається, також прийдеться заплатити за витрачені снаряди та спорядження. Ремонт після тренувального бою безкоштовний. Також, результати тренувального бою в статистику гравця не записуються.

### Клани та Світова війна
Патч 6.2.8 ввів у гру клани і міжкланові бої за території на глобальній карті, які в грі називають «Світова війна».
Клани являють собою постійні воєнні з'єднання гравців, призначені для спільного виконання бойових задач, геополітичної гри та просто для
розваг. Тільки клани можуть володіти провінціями на карті Світової війни та отримувати з них регулярний дохід, вести дипломатичні переговори та утворювати союзи, брати участь у кланових турнірах.
Гравець, який входить до клану, отримує приписку (теґ) клану в кінці нікнейму і доступ до окремого внутрішньоігрового каналу текстового спілкування між членами клану. Для режиму «Світова війна» створено глобальну карту, поділену на невеликі зони впливу, за контроль над якими й відбуваються битви між кланами. Чим більше територій перебуватиме під контролем клану, тим більше ігрових переваг він отримує. За володінням територією в казну клану надходить внутрішньоігрова валюта — «золото», яка зазвичай купується за реальні гроші. Кількість «золота», отримуваного з території, зростає з її віддаленням від зони десантування і доходить до 4560 одиниць на добу, тоді як у зоні десанту на добу лише 240 одиниць. «Золотом» розпоряджається командир, заступник командира і скарбник клану. Новий клан, який бажає вступити в бої за територію, має подати заявку на десантування в одній з багатьох доступних для цього зон, після чого йому потрібно пройти турнір на вибування від 1/32 до фіналу, в якому клан, який напав на цю територію, має битися з її теперішніми господарями. 
Укріпрайони
«Укріпрайони» — ігровий режим для кланових гравців. Він доступний в клієнті гри і ніяк не пов'язаний з боями та компаніями на Глобальній карті. Укріпрайон — це власність клану, яка складається з командного центру, напрямків, що ведуть до нього, і додаткових будівель. Укріпрайон може бути створений командиром клану безкоштовно, за бажанням.
Для розвитку Укріпрайону та отримання бонусів (резервів) потрібний промресурс, який заробляється в боях трьох типів:
- Вилазки.
- Напад на ворожі Укріпрайони.
- Захист власного Укріпрайону.

### Мапи
Мапи у грі квадратні, розмір стандартної карти — кілометр на кілометр. Деякі мапи, наприклад «Енськ», мають менший розмір. Розробники також планують ввести і більші мапи розмірами 2×2 кілометри.  На мапах присутні об'єкти які можна зруйнувати. У оновленнях до гри планується введення різних погодних умов (дощ, туман щодо), які будуть впливати на характер і перебіг бою.  На WG Fest 17 грудня було анонсовано вихід HD-карт 2017 року.

### Бронетехніка у грі

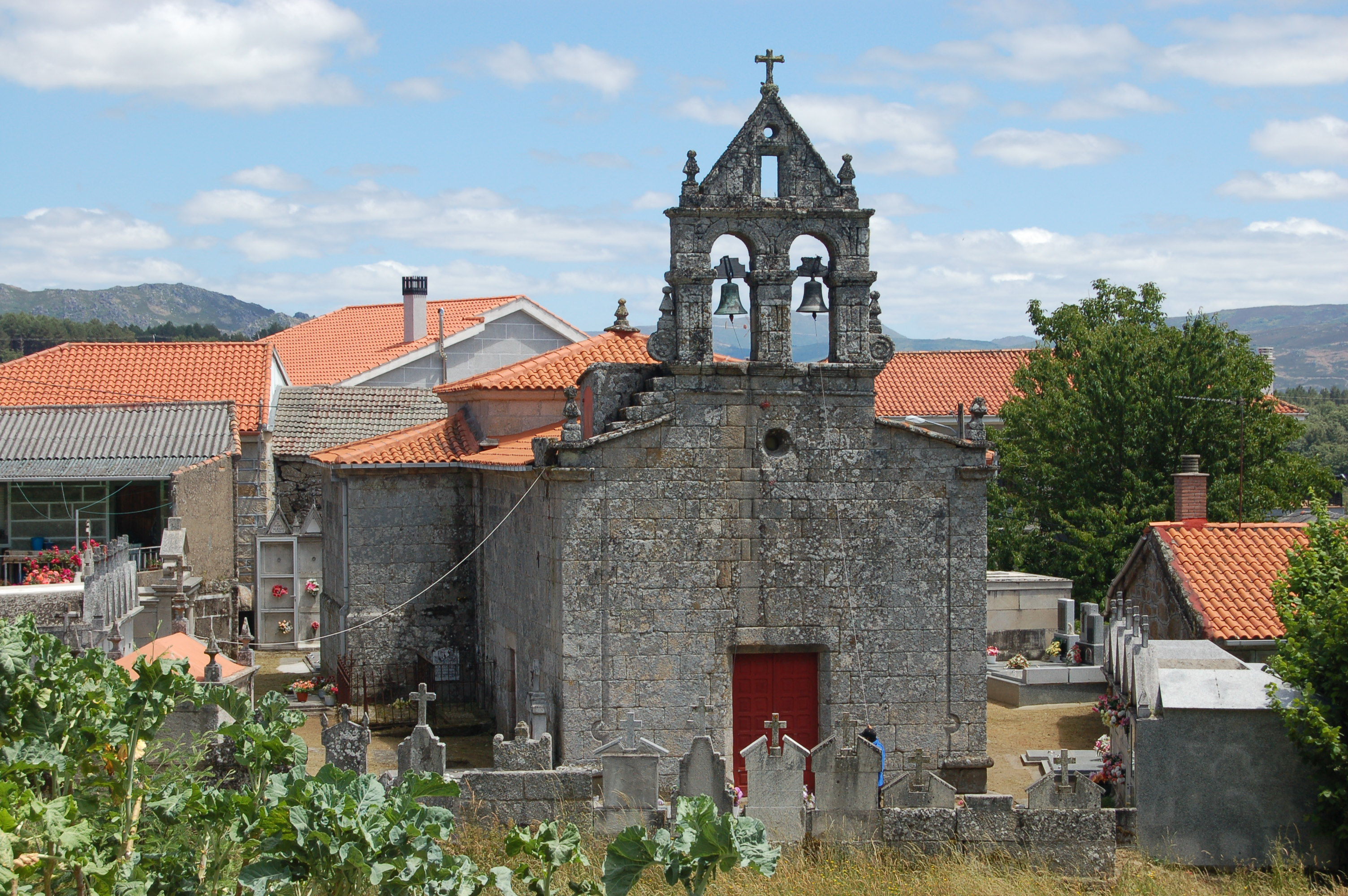
Знімок екрану мапа «Монастир», німецький танк X рівня Maus

У грі представлено понад 380 видів танків і самохідних гармат, що експлуатувалися або розроблялися в СРСР, Третьому рейху, США, Франції, Японії, Чехословаччині, Великій Британії, Китаї , Швеції,Італії та Польщі в майбутньому планується також представити техніку інших країн.
Загалом гра охоплює історію танкобудування з 30-х по 70-ті роки XX століття. Слід зазначити, що в грі присутні танки, які реально брали участь у бойових діях, так і експериментальні моделі, що існували лише на кресленнях або в прототипах (приміром надважкий танк «Маус», який був випущений всього в 2-х екземплярах); крім того, допускаються неавтентичні модифікації бойової техніки — гармати, башти, двигуни тощо; що в реальності ніколи на даний танк не встановлювалися. У грі присутні також вигадані розробниками гри зразки техніки, які ніколи не існували навіть у проєктах.
Представлена в грі бронетехніка умовно ділиться на п'ять класів та на 10 рівнів (від I до X). Рівні є такими собі «ваговими категоріями» для танків — танки одного рівня мають приблизно ознакові ТТХ і в змозі протистояти танкам того ж рівня, а ігровий балансувальник намагається формувати команди для боїв таким чином, щоб в одному бою опинились танки одного рівня. Рівні приблизно відповідають певному часовому періоду, в який танк був актуальний, наприклад рівень I це танки які розроблялись одразу після закінчення Першої світової війни, рівень V це танки періоду початку, а рівня VII періоду кінця Другої світової війни, на рівні X представлені танки кінця 1950-их та початку 1960-их.
В грі присутній такий поділ на класи танків:
- Легкі танки
- Середні танки (сюди ж відносяться основні бойові танки)
- Важкі танки (сюди ж відносяться надважкі танки)
- Протитанкові САУ
- Гаубичні САУ

Танки кожного класу мають свої характерні технічні характеристики, своє призначення, і відповідно, свою власну тактику бою. Важкі танки повільні і неповороткі, але гарно броньовані, вони йдуть напролом підставляючи під удар свою міцну лобову броню. Легкі танки швидкі та маневрені, але зі слабкою бронею, вони наближаються до супротивника, передають його місцезнаходження союзникам і здійснюють серію швидких пострілів, після чого втікають поки не отримали відповідь. Протитанкові та гаубичні САУ стоять замасковані на відстані від основних сил супротивника і стріляють по ньому здалека, протитанкові САУ прямим наведенням, а гаубичні САУ навісною траєкторією, яка дозволяє попадати навіть в тих супротивників, які ховаються за вигинами рельєфу, кам'яними брилами чи будівлями. В протитанкових САУ зазвичай немає башти, а гармата закріплена прямо в корпусі, тому їм щоб повернути гармату потрібно повертати весь корпус.
На основі зібраної ігрової статистики розробники час від часу змінюють тактико-технічні характеристики окремих бойових машин для підтримки ігрового балансу.

### Достовірність
Велике значення у «World of Tanks» приділяється історичної достовірності бойових машин. Це стосується їх зовнішнього вигляду, близького до реального вигляду, розташування внутрішніх і зовнішніх агрегатів, екіпажу.  При створенні моделей танків розробники консультувалися з військовими істориками та експертами в галузі танкобудування, у тому числі з автором відомого броне-сайту Василем Чобітком. 
Тим не менше, в грі присутня деяка кількість фейкової техніки, яка ніколи не існувала навіть у вигляді проєктів. Веб-сайт Tanks Encyclopedia визнає, що така техніка необхідна для ігрового процесу, коли немає справжніх проєктів, але критикує видавців гри за те, що вони часто не повідомляють про те, що ті чи інші зразки повністю вигадані розробниками. Наприклад, Jagdpanzer E100, Batignolles-Châtillon Bourrasque та Conqueror Gun Carriage є вигаданими.
У грі реалізована складна модель пошкоджень, яка враховує тип і товщину броні, швидкість снаряда і кут його зустрічі з бронею, тип боєприпасу і ряд інших чинників. Стан танка не вичерпується єдиним параметром «здоров'я»: в конструкцію кожної машини закладені об'єкти, які відповідають реальним прототипам: двигуна, ходової частини, гармати, боєукладки, бензобаку та іншим найважливішим у функціональному плані вузлам, а також членам екіпажу; при цьому кожен такий об'єкт може бути пошкоджений індивідуально, що відповідним чином позначиться на поведінці танка: пошкодження двигуна може знерухомити танк, пробитий бак може викликати пожежу, а контужений командир не зможе ефективно виявляти замасковані ворожі танки.
Оновлення 8.0 додало в гру реалістичну фізику: тепер техніка гравців може виїздити на схили височин, спускатися або навіть падати з них, отримуючи в деяких випадках пошкодження, тонути у водоймах тощо. Крім того, при поворотах на високій швидкості з'являються «заноси».
Проте, незважаючи на детальне опрацювання зовнішнього вигляду танків, наближену до реальності модель пошкоджень, розрахунки балістики і пошкодження броні, розробники знехтували достовірністю поведінки бронетехніки в бою заради ґеймплею, а саме: спрощене управління, збільшено швидкість руху танків та перезарядження гармат, вигляд камери адаптований під гравця.  Самі розробники також не заперечують аркадних елементів гри:
|                                                            | Wargaming.net: Ми воліємо називати нашу гру MMO-екшеном. Хоча риси симулятора і аркади в грі присутні. Стовідсотковим танковим симулятором World of Tanks назвати не можна, тому що ставка робиться не на абсолютну достовірність в управлінні танками, а на динаміку боїв. Ми не ставили перед собою мети створити складний симулятор, оскільки це могло б зашкодити інтенсивному і захоплюючому ґеймплею. Тому World of Tanks - це скоріше мережевий екшен з елементами симулятора, аркади і навіть стратегічної гри. |
| — Wargaming.net, Сайт «Gameplanet.by», 12 січня 2010 року. | |

### Економіка
В World of Tanks є три основних ресурси: Кредити, Досвід та Ігрове золото.
Перші два заробляються в боях, в той час як основним (але не єдиним) способом отримання золота є купівля даного ресурсу за реальні гроші.
Кредити
Кредити — ігровий ресурс, який заробляється в боях. Використовується для купівлі техніки, обладнання, спорядження, поповнення боєкомплекту, навчання екіпажу та інше. «Золото» може бути придбане за реальні гроші. 
Досвід
Досвід — ігровий ресурс, зароблений в боях. Ділиться на:
- Досвід на певному танку — використовується для вивчення нових модулів для даного танку та нових зразків техніки.
- Досвід певного члена екіпажу — використовується для вдосконалення володіння технікою (основна спеціальність) та додаткові вміння та навички.
- Вільний досвід — може бути використаний для вивчення будь-яких модулів та видів техніки.

Ігрове золото
Золото поряд з кредитами та досвідом є одним з основних ресурсів в World of Tanks. Важливо знати, що золото і все, що ним зв'язано, дає особливу перевагу в бою, та значно підвищує комфорт від гри. З золотом зв'язаний ще один важливий аспект: розвиватись в грі, воюючи та досліджуючи нову техніку без застосування золота (а відповідно, і реальних фінансових засобів) — можна, хоча це вимагає додаткового часу та зусиль, але досягнути висот просто вклавши в гру певну суму грошей — можливо. Для цього лише треба купити преміумний танк якого хочете рівня та закупити кумулятивні снаряди, які дають значну перевагу у бою ! Для розвитку в грі потрібен досвід, а цей ресурс неможливо придбати за гроші, але можна перевести вільний досвід за ті самі гроші.
Преміум-елементи гри
Певні можливості гри стають доступними тільки за умови оплати «золотом»:
- Купівля преміум-аккаунта із збільшеним отриманням ігрових грошей і досвіду;
- Створення клану;
- Купівля преміум-танків;
- Купівля додаткового місця для техніки в ангарі;
- Купівля додаткового місця для екіпажу в казармі;
- Купівля деяких видів витратних матеріалів;
- Негайна «прокачка» члена екіпажу до максимального рівня основного вміння, а також скидання додаткових навичок без втрати досвіду;
- Переміщення очок досвіду конкретного танка в очки «вільного» досвіду, які можуть використовуватися для розвитку будь-якого танка;
- Можливість нанесення на танк камуфляжної розмальовки на необмежений термін;
- Можливість демонтажу незнімного устаткування [44];
- Зміна імені користувача;
- Купівля особистих резервів.

Придбання преміум-аккаунту забезпечує 50 % надбавку до отримання ігрових грошей (кредитів) і досвіду в кожному бою, що дозволяє заощадити час і швидше досягти високих рівнів в будь-якій гілці розвитку; в майбутньому розробники планують вводити й інші, поки не оголошені додаткові можливості.
За «золото» можна придбати ряд «преміум-танків», які приносять більшу кількість «кредитів» за бій, і як правило, дешевші в ремонті, аніж аналогічні «безкоштовні» танки. Розробники гри заявляють, що преміум-танки не є непереможними «машинами смерті» на полі бою,  "За реальні гроші можна отримати які-небудь надважливі бонуси: купівля преміум-танків, негайна «прокачка» члена екіпажу до максимального рівня основного вміння, а також скидання додаткових навичок без втрати досвіду ", і «платні послуги дають серйозні переваги в битвах; але найважливіше „прямі руки“ і тактичне мислення».
Особисті резерви
В оновленні 9.8 до гри були додані особисті резерви. Після активації особистий резерв на деякий час збільшує кількість отримуваних за бій вільного досвіду, досвіду танка чи екіпажу в залежності від свого типу. Отримувати резерви можна буде за виконання деяких бойових задач або ж купити в преміум магазині.

## Кіберспортивна складова
Wargaming.net League — власна кіберспортивна ліга компанії Wargaming, створена з метою проведення ряду турнірів для кіберспортсменів на кожному ігровому кластері World of Tanks. Wargaming.net League RU-кластери поділені на чотири складові: Gold, Silver та Bronze Series, а також регулярні турніри Weekly Cups.
Найпрестижнішою є Gold Series, в ній грають 16 команд — професіоналів World of Tanks.
В кінці першого сезону буде здійснено перехід з 8 на 4 команди, які отримають можливість поборотись за звання чемпіона на LAN-фіналі. З другого сезону в Gold Series будуть грати 8, а не 16 команд.
Для новачків Wargaming.net League починається з регулярних турнірів Weekly Cups. По результатам кожного сезону команди піднімаються або ж опускаються по сходинках Wargaming.net League. Всі сходинки Wargaming.net League, окрім Gold Series, поділені на дві конференції: Західну (UTC+4) та Східну (UTC+8). В свою чергу конференції діляться на дивізіони, а дивізіони на групи.
Поєдинки проходять в онлайн-форматі. Команди, що показали найкращі результати Wargaming.net League протягом всього сезону, зустрічаються на ігровій сцені на LAN-фіналі.
Змагання Wargaming.net League проходять протягом всього року. На даний момент ігровий рік поділено на три сезони. Всі поєдинки проходять по спеціальній автоматичній системі проведення боїв.
Новачки Wargaming.net League починають свій шлях з Weekly Cups. Це регулярні турніри, які проходять двічі на тиждень. Реєстрація закривається за декілька днів до початку ігор або ж при досягненні необхідної кількості команд. В Bronze Series (третій по значущості) команда може попасти, набираючи очки в регулярних турнірах Weekly Cups. Участь в даних турнірах може брати будь-яка команда за винятком команд, що беруть участь в Gold, Silver та Bronze Series. З Weekly Cups за результатами рейтингу відбираються команди в Bronze Series. Так само і проходить відбір команд з Bronze Series в Silver та із Silver Series в Gold.
До участі допускається будь-яка техніка (легкі, важкі, середні танки, ПТ-САУ і САУ) не вище 8 рівня. Сума рівнів техніки не повинна перевищувати 42.
Для турнірів правила такі ж, як і в грі, — гравці встановлюють моди на свій страх і ризик. На LAN-турнирах використання модів заборонено.
Зміни в складі команд допускаються тільки в міжсезонний період. При цьому максимальна кількість міжсезонних замін в кожної команди не повинна превищувати 50 % від кількості гравців в команді на момент закінчення сезону. Вихід гравця зі складу без входу іншого гравця в команду, а також додавання гравця на вільний слот в команді також вважається заміною.

## Хронологія
Створення
Ідея гри, за словами розробників, виникла 29 або 30 грудня 2008 року. Офіційний анонс гри був зроблений студією Wargaming.net 24 квітня 2009 року. За заявою розробників, для створення гри «Світ танків» був запланований найбільший бюджет в історії ігрової індустрії країн СНД, проте точних даних про бюджет гри немає. Альфа-тестування гри почалося у вересні того ж року, на той момент було створено всього п'ять моделей танків і одна незавершена мапа. До початку закритого бета-тестування 30 січня 2010 року були готові вже кілька десятків моделей бронетехніки і три повністю закінчені мапи. За чотири місяці на участь в бета-тесті було подано близько 40 000 заявок, у ході тестування проведено більше 400 000 боїв.  У березні 2010 року розробники оголосили, що припускають розвивати проект ще як мінімум 5-7 років.
2010—2011
24 червня 2010 року почалося відкрите бета-тестування російської версії гри 4.5 в якій були представлені школи СРСР та Німецького танкобудування, загалом 60 танків і 7 мап.
8 липня стартував закритий бета-тест англомовної версії «Світу танків». 
12 серпня відбувся офіційний онлайн-реліз «Світу Танків», проте з технічних причин ігрові сервери запрацювали лише 13 серпня 2010 року.
23 грудня випущена версія 6.2.7, у якій був доданий новий режим гри, «Міжкланові бої», голосовий чат, дві нові мапи, нові нагороди, підтримку динамічних тіней, нові середні танки та артилерію, покращено баланс.
27 січня 2011 європейська версія гри перейшла в режим відкритої бета-версії., а 12 квітня відбувся офіційний реліз європейської версії гри.
Протягом 2011 року було випущено оновлення з 6.3.7 по 7.1 в яких було додано: французьку, португальську, італійську та іспанську, латвійську, хорватську, угорську і сербську, голландську, данську, румунську, турецьку, фінську, шведську, естонську і литовську мови в європейську версію гри.
Також суттєво підвищили продуктивність, додали новий інтерфейс мапам для кланових битв, системи автобану, нові преміум-танки, нові мапи та додано американську гілку танків
19 грудня у версії 7.0, було додано тестову систему для запису і відтворення битв.
2012
2012 року було випущено оновлення гри з 7.1 по 8.2 де у гру додано дерево французьких танків, дерево радянських танків, гілка американських ПТ-САУ з баштами, що обертаються, гілку ПТ-САУ та САУ Франції, другу гілку ПТ-САУ СРСР, гілка легких американських танків. Також здійснені зміни в гілці радянських та американських важких танків. Додано карти: «Провінція» (невелика італійська карта), «Лайв Окс» (перша американська карта), «Хребет дракона» (перша азійська карта), «Південний берег» (курорт у Криму), «Аеродром» (Південна Африка), «Уайдпарк» (європейське місто), «Порт», «Хайвей», «Тихий берег» Додана преміум-техніка французькі ПТ-САУ FCM 36 Pak 40 (3 рівень) та САУ 10.5 cm leFH18 B2 (рівень), радянські ІС-6 та ПТ-САУ 7 рівня СУ-122-44, німецькі ПТ-САУ JagdTiger 8.8 cm KwK43 L/71 та середній танк 7 рівня Panther M-10, середній танк 6 рівня Pz IV Schmalturm, британський середній танк Matilda Black Prince. Додано два нових режими випадкових боїв: «Штурм» та «Зустрічний бій».
Реорганізувало внутрішню систему гри та додано у корінь папки з грою спеціальну теку для встановлення модів «res mods». Додано відображення кланових емблем на танках, а також 22 нових вміння екіпажу. Змінено фізичну модель гри: Тепер можна впасти з пагорбу чи впасти в воду та затонути, штовхнути ворожий танк, підскочити на нерівності при високій швидкості руху тощо
Також 2012 року гра включена до складу дисциплін фінальних ігор найбільшої кіберспортивної події світу World Cyber Games.
2013
Протягом 2013 року було випущено оновлення гри з 8.3 по 8.10 у яких до гри було додано гілку китайських танків, гілки британських ПТ-САУ та САУ, гілку німецьких ПТ-САУ, дерево японських танків та декілька німецьких та радянських танків. Додано преміум танки: японський Type 3 Chi-Nu Kai та китайські Type 64, 112 і T-34-3, британська САУ Sexton I, німецька ПТ-САУ Е-25, ПТ-САУ СССР 6-го рівня СУ-100Y. З гри усунуто легкий радянський танк 6-рівня Т-50-2. Також додано карти «Священна долина» (Корея, весна), «Перлинна річка», «Північногірськ» (зима), «Приховане селище» та «Північний-захід». Окрім того додано навчальну карту для освоєння основ гри, за проходження видається разова винагорода. З режиму випадкових боїв усунена карта «Порт». Також змінені характеристики багатьох танків. Гілки САУ всіх націй були продовжені до 10 рівня (до цього були до 8). Було додано новий ігровий режим «Командний бій»: поєдинки командами до 7 гравців з балансуванням команд по рівню ігрової майстерності учасників.
2014
Протягом 2014 року було випущено оновлення з 8.11 по 9.5 в яких було додано новий режим «Укріпрайони» для кланових гравців. Він доступний в клієнті гри і ніяк не пов'язаний з боями на Глобальній карті, низку нових карт та танків та перебаласовані існуючі. Перероблена механіка снаряду після рикошету від корпусу танку: тепер він не зникає, а продовжує рух.
Також було введено новий режим «Протистояння», в якому команди збираються за націями. Він являє собою один із видів випадкового бою, однак на відміну від нього, в «Протистоянні» кожна команда складається з танків тільки однієї нації. Режим був введений на експериментальній основі, та згодом виведений через проблеми з балансом команд.
Було введено новий режим «Історичні бої» який згодом було відключено та відправлено на доопрацювання. При цьому отримані медалі залишаться у гравців, а прогрес по медалях не зникне.
Додано відмітки на стволах танків (для кожної нації інші).
2015
Протягом 2015 року було випущено оновлення з 9.6 по 9.13 в яких було змінено формат командних боїв (7/54 замість 7/42, змінено умови перемоги), здійснено перехід на нову версію рушія гри BigWorld 2.8.1, зменшений огляд у САУ, додано особисті бойові задачі, за виконання яких можна отримати унікальну техніку, додана можливість створити взвод та запросити до нього гравця прямо в бою. Для віх низько-каліберних автоматичних пушок та кулеметів встановлена дальність польоту снаряду в 400 метрів. Змінено принцип відображення «підсвічених» ворожих танків: раніше вони відображались в квадраті 1000×1000 м, в центрі якого знаходився танк гравця, тепер квадрат 1000×1000 м замінено на круг радіусом 564 м. Сумарна площа відображення «підсічення» не змінилась і становить приблизно 1 км². Додана гілка середніх танків Чехословаччини (I—X рівні);
В інсталятор клієнту та ігровий лоунчер додана можливість вибрати SD- чи HD-версію клієнту. SD-версія відрізняється пониженою якістю текстур та меншим розміром клієнта.
Додані особисті резерви. Після активації особистий резерв на деякий час збільшує отримуваних за бій вільного досвіду, досвіду танку чи екіпажу в залежності від вибраного типу. Отримати особисті резерви можна за виконання бойових задач та в преміум магазині.
Додано нові ігрові події «Перевага» та «Сталеве полювання», новий ігровий режим для високорівневих танків «Бій до останнього».
2016
2016 року, станом на жовтень, було випущено оновлення з 9.14 до 9.16 в яких було покращена фізика руху — це розрахунки, які проводились виключано на сервері та не впливають на клієнтську частину гри World of Tanks. Завдяки їх поведінка техніки в грі: рух, взаємодія з іншими танками та об'єктами на картах — робиться більш реалістичною та різноманітною.
Покращено звук у грі — завдяки переходу на звукову платформу Audiokinetic Wwise звуки стали більш атмосферними, інформативними та реалістичними, також звук тепер оброблюється на окремому ядрі процесора, що підвищило продуктивність на багатоядерних системах.
У російському регіоні гри додані білоруська, українська та казахська локалізації ігрового клієнту (тексти, шрифти, озвучення бойового навчання і т. ін.). Численні доопрацювання інтерфейсу гри на основі популярних модифікацій. Відключено режим «Бій до останнього». Зменшена затримка системи видимості та відображення танку.
Додано перший шведський танк Strv m/42-57 Alt A.2.
Оновлена версія графічного рушія (CoreEngine 3.0): підвищився середній FPS, додана підтримка DirectX 11. Інтерфейс гри переведено на нову версію мови програмування ActionScript 3.0. Оновлено Scaleform SDK до версії 4.5.31, додана багатопотоковість та зменшено використання пам'яті в графічному користувацькому інтерфейсі.
2021
29 квітня 2021 року гра вийшла у Steam. Версія для Steam не передбачала перенесення облікового запису з уже придбаної World of Tanks, що зумовило численні негативні відгуки гравців.

## Кількість користувачів гри
Станом на 2016 рік кількість зареєстрованих у ПК-версії гри (WoT ПК) рахунків сягнула 110 млн. Кількість завантажень Android/iOS-версії гри (WoT Blitz) — 45 млн. Кількість активних онлайн користувачів на консолях — 73 млн. (37 млн. XBONE/X360, 36 млн. PS4).

## Версії

### World of Tanks Blitz
У травні 2013 Wargaming анонсували масову багатокористувальницьку онлайн-гру для смартфонів та планшетів на базі платформ iOS та Android. Так само як і World of Tanks та інші проєкти Wargaming, гра витримана в сетингу Другої світової війни. Концепція World of Tanks Blitz базується на масових командних танкових боїв в режимі PvP. Гра вийшла в міжнародний реліз на iOS 26 червня 2014 року. Реліз Android-версії гри відбувся 4 грудня 2014 року.

### Консольні версії

#### Xbox 360 та Xbox One
Розробкою консольної версії ММО-екшену World of Tanks займалася студія Wargaming West, колишня Day 1 Studios, придбана компанією Wargaming 29 січня 2013 року. Перший прототип був підготовлений за «лічені дні». Анонс гри відбувся в червні 2013 року на виставці E3 в Лос-Анджелесі а в стадію бета-тестування гра перейшла 3 жовтня 2013. Після закінчення бета-тестування статистика та досягнення учасників були скинуті. Реліз World of Tanks: Xbox 360 Edition відбувся 12 лютого 2014 року, видавцем стала компанієя Microsoft. Гра розповсюджується в цифровому форматі за моделлю Free-to-play.
World of Tanks: Xbox 360 Edition розроблено за допомогою багатоплатформового рушія Despair, який раніше використовувався в шутері F.E.A.R. 3.
Парк техніки представлений сотнею моделей танків США, Франції, Німеччини, Великої Британії та СРСР. В грі доступно п'ять класів техніки. Після реєстрації гравець отримує танк 1-го рівня з базовою комплектацією та поступово досліджує нові бойові машини, розташовані на вищих рівнях дерева розвитку.

#### Playstation 4
19 січня 2016 року розробники World of Tanks повідомили про офіційний вихід гри на PlayStation 4. Гра успадкувала всі характерні риси оригінального «Світу танків»: яскраву та видовищну графіку, різноманіття мап, великий арсенал, що включає більш як 130 зразків техніки СССР, США та Німеччини. В дереві розвитку представлені легкі, середні та важкі танки, ПТ-САУ та САУ. Окрім того версія для PlayStation 4 підтримує унікальні можливості платформи, які створюють додаткову глибину відчуттів — DUALSHOCK 4, Share Play та PlayStation Vita Remote Play. World of Tanks на PlayStation 4 доступна безплатно для всіх власників акаунтів PlayStation та не потребує підтримки PlayStation Plus.

## Розробник
Віктор Кислий, голова Wargaming.net, є білорусом. В лютому 2016 його особисті статки оцінюються в $ 1 млрд, а його бізнес коштує $ 1,5 млрд.
Гра World of Tanks (головний продукт Wargaming.net) поширюється абсолютно безкоштовно, що дозволило наростити призначену для користувача базу до 150 млн осіб у всьому світі.
Однак без облікового запису преміум-просування в кар'єрі є повільним. Вартість передплати — 550 рос. руб. в місяць. Важка модифікація Т-34 обійдеться вже в 3128 руб. Потужні танки і швидке прокачування — основне джерело доходів Wargaming.net.
Кислий контролює 64 % компанії, зареєстрованої на Кіпрі. Ще 25,5 % належить батькові нового білоруського мільярдера. У компанії 4 тис. співробітників на 4 континентах.
Виторг за 2015 рік склав $ 590 млн. Гра World of Tanks увійшла в книгу рекордів Гіннесса за кількістю гравців, одночасно присутніх на одному сервері: понад 190 тис. З 150 млн користувачів тільки третина припадає на СНД і Європу.

## Модифікації
Компанія Wargaming.net не забороняє використання «скінів» («шкурок», неофіційних текстур моделей) та інших модифікацій, але й не радить втручатися в роботу клієнта гри. Wargaming.net не несе відповідальності за стабільну роботу гри з модифікованими файлами.
У грі World of Tanks використовується рушій BigWorld з закритим вихідним кодом. Але кожен охочий зможе внести в гру невеликі зміни (які стосуються тільки зовнішнього виду гри та видні тільки гравцю).
Гравці розділили можливі модифікації на декілька груп:
- Заміна «шкурок» — текстур самого танку.
- Заміна моделі.
- Заміна ангара — та ж «шкурка», тільки на ангар.
- Заміна інтерфейсу — різні приціли, іконки тощо.
- Заміна заставок — зображення під час завантаження гри та карт.
- Заміна озвучення гри.
- Глобальні модифікації — зачіпають одночасно кілька аспектів гри.
- Інші — різного роду реструктурування, але інших аспектів гри.

Заборонені модифікації
Модифікації, що надають гравцеві перевагу, яке адміністрація проекту вважає надмірним. Такі модифікації потрапляють в список заборонених, і гравці, викриті у використанні категорій модифікації зі списку нижче, будуть покарані.
Модифікації, які відображають позиції противника будь-яким чином, відмінним від реалізованого в клієнті гри:
- відзначаючи зруйновані об'єкти на карті або міні-карті в режимі реального часу.
- змінюючи спосіб відображення трасерів снарядів САУ або розраховуючи позицію САУ противника по її трасерах і відзначаючи їх.
- вказуючи на «засвічені» машини, навіть якщо ви в них не цілитеся.
- моди, які полегшують ухилення від пострілів супротивника завдяки визначенню його точки прицілювання і проектування передбачуваної траєкторії польоту снаряда, наприклад за допомогою лазерного променя.
- модифікації, які повідомляють про перезарядження машин противника або відображають їх таймери перезаряджання.
- «Розумні» приціли, які пропонують більше можливостей, ніж стандартний функціонал захоплення цілі, реалізований в клієнті. Особливо ті приціли, які автоматично наводяться на слабкі місця машин і / або на машини противника в цілому, а також «беруть» мета за перешкодою і розраховують випередження за гравця.
- моди, які дозволяють автоматично використовувати стандартне (НЕ преміум) спорядження.
- модифікації, які змінюють прозорість об'єктів на карті.
- модифікації, які відображають «примарні силуети» машин противника на тій позиції, де машина «світилася» в останній раз.
- будь-які можливі модифікації, що змінюють параметри техніки або ігрових об'єктів, що впливають на геймплей і порушують Правила гри, які можуть з'явитися в майбутньому.

## Українська локалізація
Починаючи з перших версій гри, українські гравці прохали розробників додати у гру повноцінну українську локалізацію. Проте, не зважаючи на численні звернення українських гравців World of Tanks до розробників щодо включення офіційної української локалізації, у лютому 2013 розробники їм у цьому офіційно відмовили, не давши зрозумілого пояснення своєму рішенню.
Починаючи з лютого 2012 року українська неофіційна локалізація тексту (без озвучування) гри доступна у вигляді модифікації від гравця WoT під ніком RedMor.
У квітні 2012 року з'явилася також українська неофіційна локалізація звуків гри (без тексту), де українське озвучення виконав Євген Малуха за сприяння гравців neviglas та SinnerInMe.
У грудні 2015 року український онлайн ґейм-журнал PlayUA повідомив, що на великому брифінгу компанії Wargaming в Києві у грудні 2015, РЕ-менеджер компанії в українському регіоні заявив, що наступного року гра World of Tanks нарешті отримає офіційну українську локалізацію. Офіційна українська локалізація врешті з'явилася 10 березня 2016 року, разом з оновленням гри до версії 9.14. У цій версії розробники додали офіційну українську локалізацію (а також білоруську та казахську локалізації).
І дотепер україномовні гравці прохають про українську локалізацію гри. Хоча грі вже як 12-ть років.
Слід зазначити, що українська локалізація з'явилася на EU-регіоні після оголошення про розділення гри між клієнтами Wargaming (офіційна європейська компанія) і Lesta Games (команда з країн СНД, яка вирішила розділити гру). У свою чергу, на СНД-кластері (Lesta Games) українська локалізація зникла, а на EU (Wargaming) все сильніше поглиблюється інтеграція українців до європейської сім'ї народів — тепер там доступні покупки за гривні.

## Відгуки та рецензії
| Агрегатор    | Оцінка |
| ------------ | ------ |
| GameRankings | 82.32% |
| Metacritic   | 80/100 |

| Видання                    | Оцінка |
| -------------------------- | ------ |
| Eurogamer                  | 8/10   |
| GameSpot                   | 8.0/10 |
| IGN                        | 7.5/10 |
| PC Gamer (Велика Британія) | 85/100 |

На думку оглядача журналу «Игромания» Андрія Александрова, «World of Tanks» — дуже динамічна, захоплююча та продумана онлайнова командна гра, хоча на сьогодні вона недостатньо видовищна та досить аскетична. Він також відмітив дивовижно високу стабільність клієнта гри. Однак оглядач того ж журналу Ілля Янович критикує гру за необхідність досить довгої «прокачки» малопотужних танків низьких рівнів, загальну однотипність боїв при відсутності зрежисованих розробниками сценарних поворотів та використання застарілого грального рушія з обмеженими можливостями руйнування об'єктів навколишнього світу, при цьому відмітив високу якість бронетехніки в грі: «Моделі — дивовижні, фізика танків — практично ідеальна».
Сайт IGN.com нарікає, що обчислення, які стоять за ігровою механікою, включають в себе значний фактор випадковості та часто не очевидні, але тим не менше називає гру веселою та легкою для початкового освоєння, вдало поєднує в собі елементи шутера і танкового симулятора.
Огляд сайту Gamers Daily News відмічає, що гру легко освоїти, але важко добитись в ній ідеалу, а також той факт, що низька результативність «Рембо»-одинаків підштовхує гравців до взаємодії в складі команди. Сайт критикує низьку реалістичність прицілювання — виявлені ворожі танки «просвічують» через кущі, — слабке руйнування ігрового світу, а також недостатнє заохочення агресивних тактик гри.

## Нагороди
- Найкраща клієнтська онлайн-гра конференції КРИ-2010[86][87]
- Приз за найкращу ігрову концепцію («Best New Concept») від порталу Massively.com на E3 2010[88]
- Нагорода «Корона» від журналу «Лучшие Компьютерные Игры»[89]
- «Вибір Редакції» від видання «Домашний ПК»[90]
- «Вибір Редакції» від ігрового порталу Gameguru[91]
- Найкраща безкоштовна MMORPG гра («Best Free MMORPG») на думку співтовариства MMO порталу MMORPG CENTER[92]
- Найочікуваніша безплатна MMORPG гра («Most Anticipated Free MMORPG») на думку співтовариства MMO порталу MMORPG CENTER[92]
- Найочікуваніша MMO гра 2010 року («Most Anticipated MMO in 2010») за результатами користувацького голосування на MMO порталі MMOSITE[93]
- Найкраща стратегічна MMO гра 2010-го року («Favorite Strategy MMO in 2010») за результатами користувацького голосування на MMO порталі MMOSITE[93]
- Найкраща MMO гра 2010 року на думку читачів та редакції порталу Stopgame.ru[94]
- Рекорд з одночасного перебування гравців на одному ігровому ММО-сервері за версією Книги рекордів Гіннесса (91311 гравців)
- Найкраща MMO-гра 2010 року на думку редакції та читачів газети «Виртуальные радости»[95]
- «Gold Award» від ігрового порталу Gamers Daily News
- Найкраща гра КРИ-2011[96]
- Приз глядацьких симпатій КРИ-2011[96]
- «Best „Game that Needed the Award“ Award» за версією журналу Gamepro за результатами E3 2011[97]
- «Rising Star Award for E3 2011» за версією mmorpg.com[98]
- Звання «Народного лидера» в ході Всеросійської онлайн-акції «Народное голосование Премии Рунета — 2011»[99]
- «Best MMO Shooter 2011» за версією MMOCrunch[100]
- «Best Use of Online» Develop Award 2012[101]
- «Golden Joystick Awards 2012» Best MMO[102]
- «Golden Joystick Awards 2013» Найкраща онлайн-гра[103]
- D.I.C.E. Awards 2014: «Онлайн-гра року»[104].
- Народна гра за версією журналу «Игромания»[105].